# Charlotte Massardier
Charlotte Massardier (Saint-Étienne, 12 de octubre de 1975) es una deportista francesa que compitió en natación sincronizada. Ganó cinco medallas en el Campeonato Europeo de Natación entre los años 1993 y 2000.

## Palmarés internacional
| Campeonato Europeo | Campeonato Europeo      | Campeonato Europeo | Campeonato Europeo |
| Año                | Lugar                   | Medalla            | Prueba             |
| ------------------ | ----------------------- | ------------------ | ------------------ |
| 1993               | Sheffield (Reino Unido) | Medalla de plata   | Equipo             |
| 1995               | Viena (Austria)         | Medalla de plata   | Equipo             |
| 1997               | Sevilla (España)        | Medalla de plata   | Equipo             |
| 1999               | Estambul (Turquía)      | Medalla de plata   | Equipo             |
| 2000               | Helsinki (Finlandia)    | Medalla de bronce  | Equipo             |